# Пржемисловичі
Пжеми́словичі, або Переми́словичі (чеськ. Přemyslovci) — чеська князівська і королівська династія в IX—XIV століттях. Назва за ім'ям її міфічного засновника Пржемисла, селянина з с. Стадніце. З ХІІ століття Пржемисловичі — спадкові королі. За їхнього правління було зміцнено центральну владу, зросли військова сила та міжнародний авторитет Чеської держави. У 1212 році Священна Римська імперія визнала незалежність Чехії.

## Герб
На срібному щиті чорний палаючий орел (або палаюча орлиця) із золотим дзьобом та пазурями.

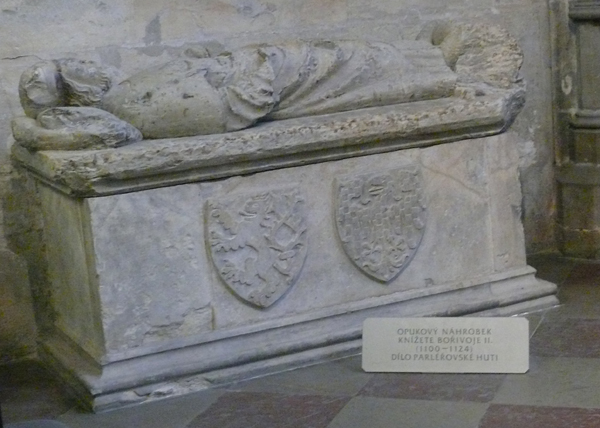
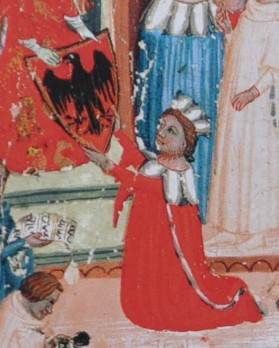
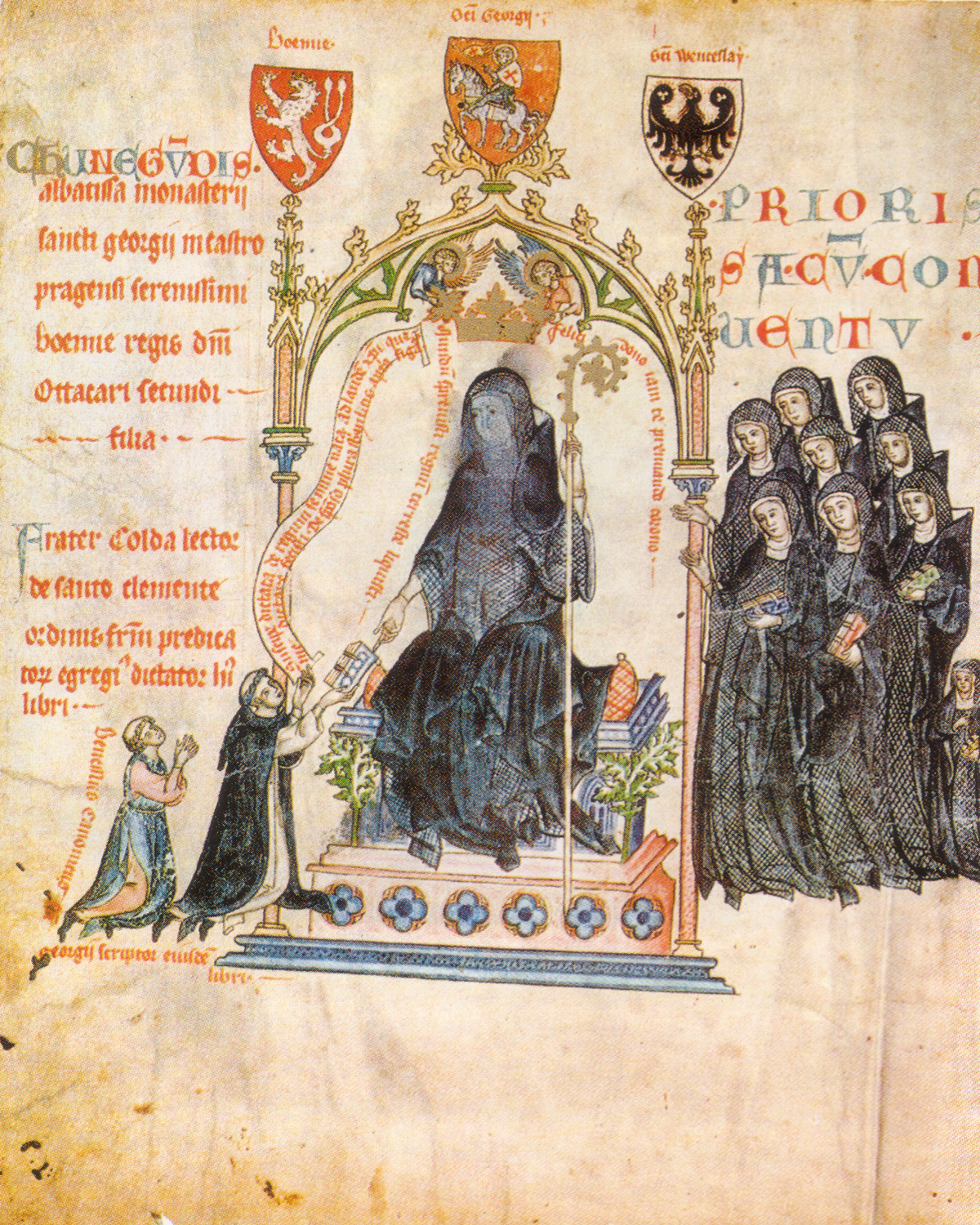
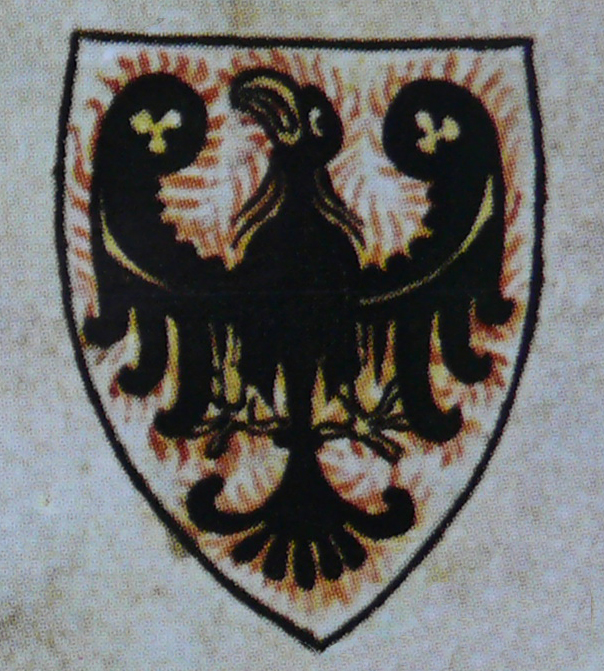
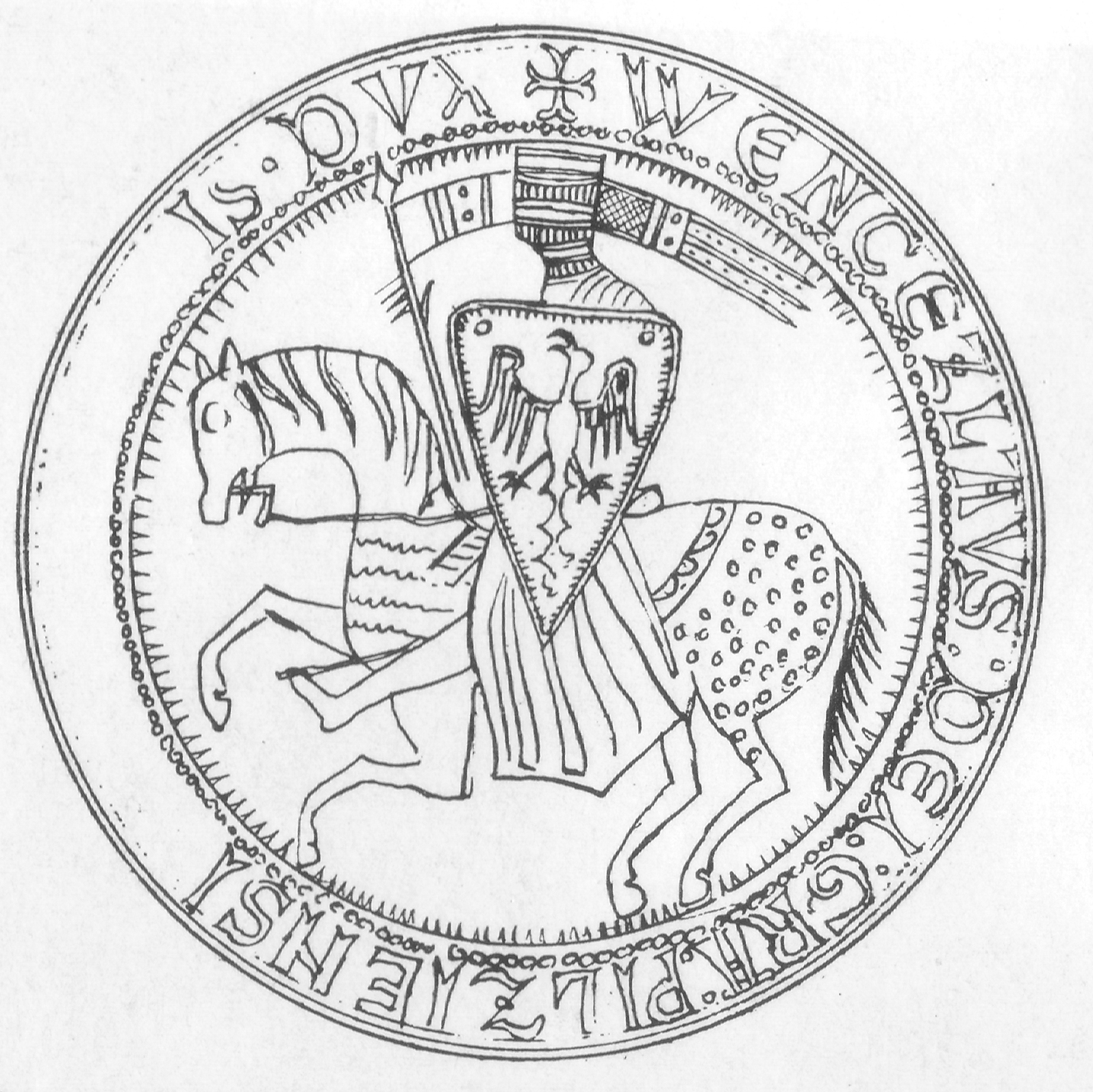
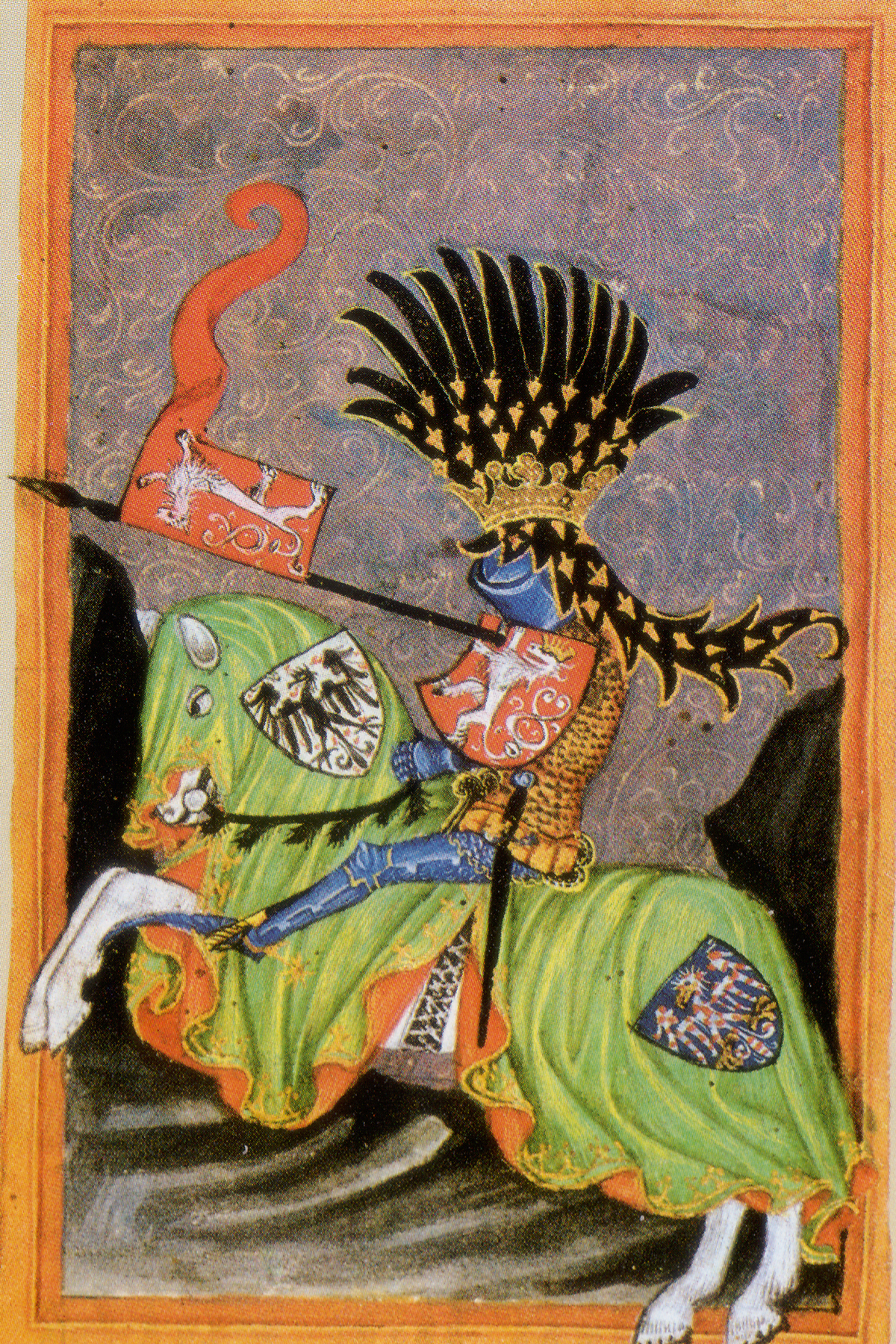
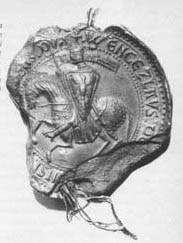
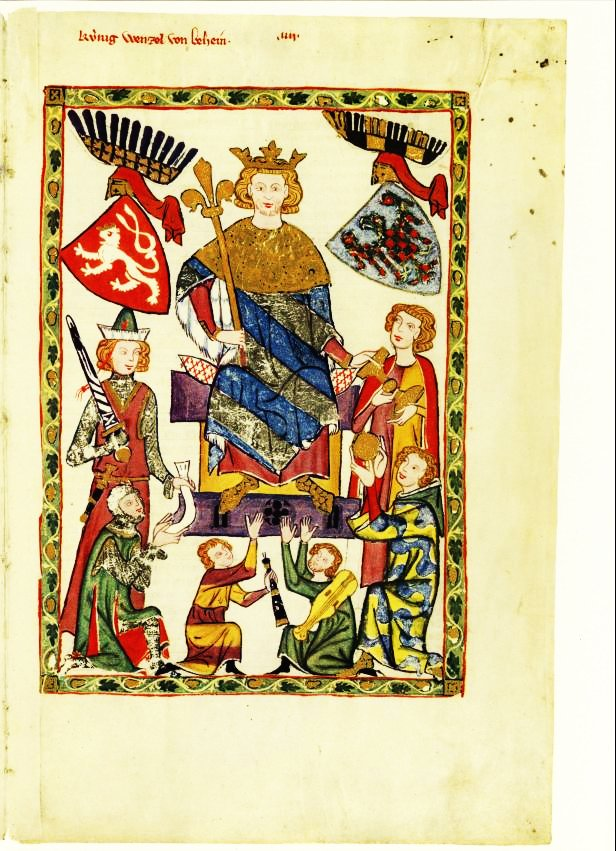

## Князі
- Бориво́й I
- Болеслав I
- Болеслав II, кн. Богемії (972—999)
- Болеслав ІІІ
- Бржетіслав I
- Спитігнєв (1031—1061)
- Олдржих (князь Брно)
- Бржетіслав II